# North Hertfordshire

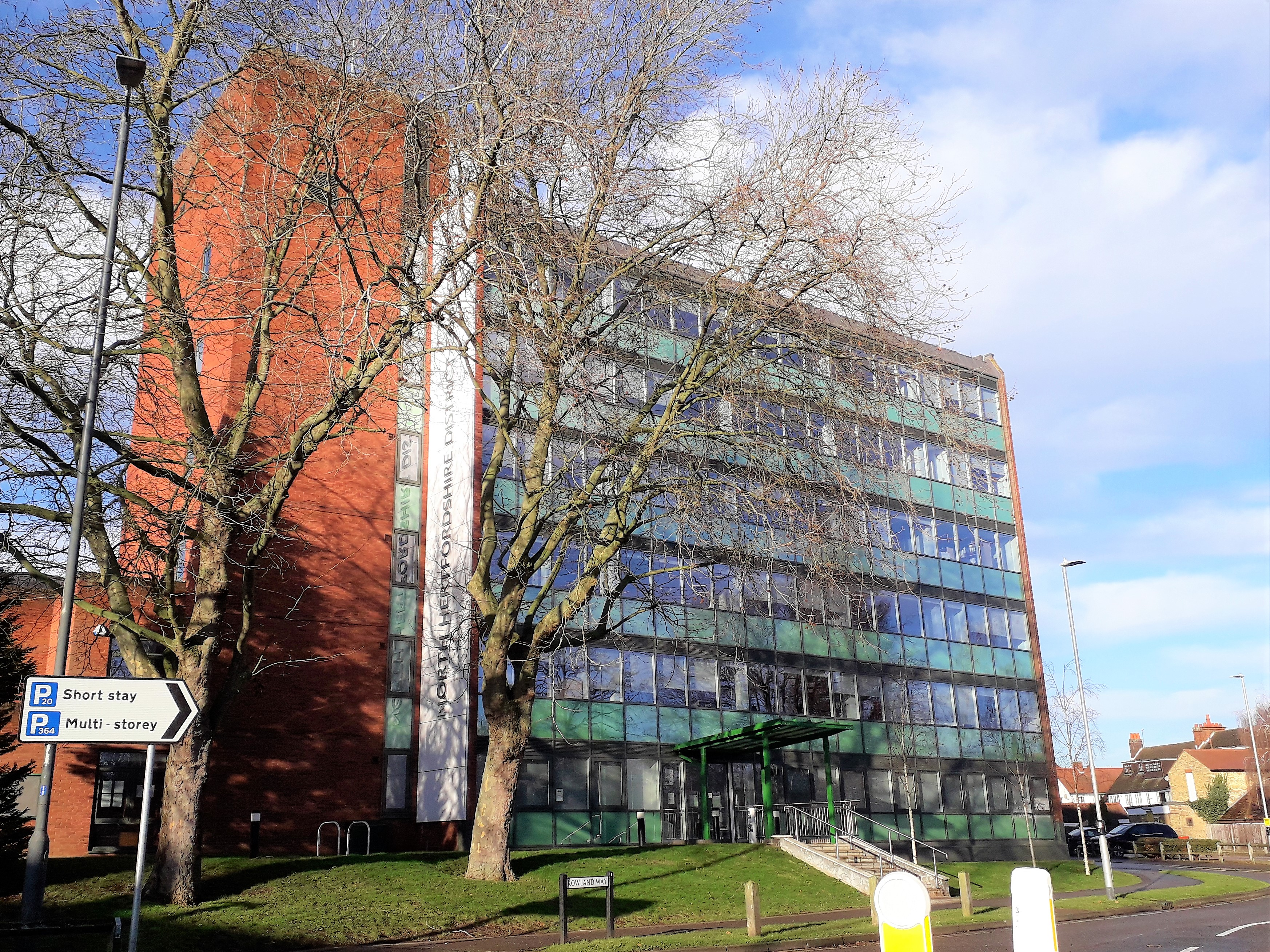
Le siège du conseil du Hertfordshire du Nord à Letchworth.

Le North Hertfordshire (littéralement « Hertfordshire du Nord ») est un district non métropolitain du Hertfordshire, en Angleterre, dont le siège est Letchworth.

## Géographie
Le district s'étend sur 375,38 km2 et occupe tout le nord du Hertfordshire.
Il est entièrement découpé en paroisses civiles, à l'exception des anciens districts urbains de Baldock, Hitchin et Letchworth.
| - Ashwell - Barkway - Barley - Bygrave - Caldecote - Clothall - Codicote - Graveley - Great Ashby | - Hexton - Hinxworth - Holwell - Ickleford - Kelshall - Kimpton - King's Walden - Knebworth - Langley | - Lilley - Newnham - Nuthampstead - Offley - Pirton - Preston - Radwell - Reed - Royston (ville) | - Rushden - Sandon - St Ippolyts - St Paul's Walden - Therfield - Wallington - Weston - Wymondley |

## Histoire
Le district est créé le 1er avril 1974, en vertu du Local Government Act de 1972, par la fusion des districts urbains de Baldock, Hitchin, Letchworth et Royston, ainsi que du district rural de Royston and the Hitchin.

## Démographie
| 2015    | 2021    |
| ------- | ------- |
| 131 700 | 133 571 |

## Politique et administration
Le district est dirigé par un conseil de 49 membres, élus pour un mandat de quatre ans. Les dernières élections ont eu lieu le 4 mai 2023.